# Тройная связь

Тройная связь в рамках теории валентных связей

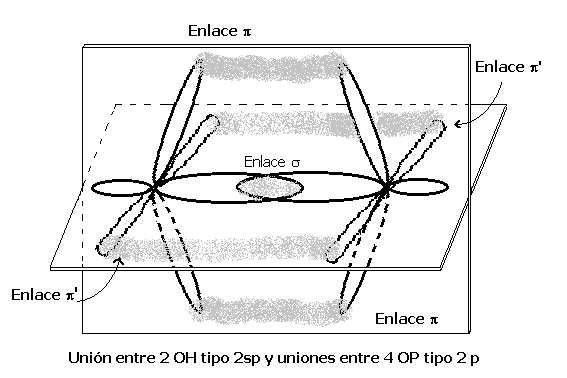

Тройная связь — ковалентная связь двух атомов в молекуле посредством трёх общих связывающих электронных пар.

## Описание
Первая картина наглядного строения тройной связи была дана в теории валентных связей. Тройная связь в рамках теории валентных связей образуется путём перекрытия двух p-орбиталей атомов в двух перпендикулярных плоскостях и одной s-орбитали атома в состоянии sp-гибридизации по оси, соединяющей атомы.
Позднее (1958 г.) Л. Полинг предложил другой путь описания тройной связи, включающей комбинацию трёх равноценных изогнутых простых ковалентных связей. Изгиб ковалентной связи имеет место за счёт электростатического отталкивания электронных пар.
Дальнейшее развитие этих представлений нашло отражение в работах Гиллеспи — Найхолма. Идея учёта отталкивания электронных пар получила заслуженное признание и распространение под названием теории отталкивания электронных пар.
В основу теории положена модель жёстких сфер. Согласно этой модели, длина простой ковалентной связи d равна сумме радиусов двух атомных остовов и диаметра совместно используемой электронной пары (2re):
d = rAостов + rBостов + 2re.
Для гомоядерной двухатомной молекулы ковалентный радиус атома rков = 1/2 d, поэтому справедливо следующее соотношение:
rков = rостов + re
или
re = rков − rостов.
Из этого соотношения можно рассчитать радиусы электронных пар для большинства элементов, используя значения ковалентных радиусов и ионных радиусов по Полингу, которые соответствуют размерам атомных остовов.
Для атома углерода ковалентный радиус равен 0,77 Å, радиус атомного остова — 0,15 Å, радиус связывающей электронной пары — 0,62 Å, длина химической связи углерод-углерод — 1,54 Å.
| Кратность связи | Число связывающих электронных пар | Длина химической связи, Å | Энергия разрыва химической связи, кДж/моль |
| --------------- | --------------------------------- | ------------------------- | ------------------------------------------ |
| Одинарная (C−C) | одна                              | 1,54                      | 348                                        |
| двойная (C=C)   | две                               | 1,34                      | 614                                        |
| тройная (C≡C)   | три                               | 1,20                      | 839                                        |

Соединения с кратными химическими связями легко вступают в реакции присоединения и получили название непредельных соединений.